# Diana Hoyos
Diana Patricia Hoyos Buenaventura (Cali, 22 d'abril de 1985) és una actriu i cantant colombiana. És reconeguda per la seva actuació a Oye bonita, Amar y temer i Enfermeras.

## Biografia
Diana Hoyos és filla del músic Álvaro Hoyos i de Yamilet Buenaventura. El seu germà es diu Jorge Hoyos. Va començar la seva carrera en la televisió com a concursant en el reeixit reality Popstars, del qual va ser finalista. Això li va servir per a actuar en diverses produccions de Caracol Televisión, com La jaula, El vuelo de la cometa, Expedientes, Floricienta, entre d'altres. Va obtenir el seu primer protagonista en la telenovel·la Oye bonita: primer lloc en sintonia durant gairebé dos anys en la televisió colombiana.
Clots també ha incursionado al cinema. En l'actualitat prepara el llançament del seu primer treball discogràfic, titulat Diana Hoyos; d'aquesta producció es desprèn el senzill "La mala". El 2019 va interpretar a María Clara González a Enfermeras del Canal RCN.

## Filmografia

### Televisió
- Te la dedico (2022) — Adriana Osorio[1]
- Enfermeras (2019-2021) — María Clara González
- El general Naranjo (2019) — Valentina Montoya
- Hilos de sangre azul (2016-2017) — Sara Yunus
- Sinú, río de pasiones (2016) — Leo Amador
- El Chivo (2015) — Ángela Durán
- Las trampas de folopio (2014) — Alejandra
- Comando elite (2013) — Teniente Sara Restrepo
- Escobar, el patrón del mal (2012) — Nancy Restrepo de Lara
- Amar y temer (2011) — Alicia Bénitez / Alberto Aragón
- El cartel 2: La guerra total (2010) — Zully Carmona
- Oye bonita (2008-2010) — Diana Margarita Lacouture Murgas "La Bonita"
- Floricienta (2006-2007) — Clara
- Decisiones (2005-2007) — Varios episodios
- El vuelo de la cometa (2004) — María Consuelo Martínez
- La jaula (2003) — Rosa

## Cinema
- Never Back Down: Revolt (2021) — Valentina[2]
- Francotirador (2020)
- Sniper: Ultimate Kill (2017) — María Ramos
- El carro (2003) — Lorena
- Never back down revolt. - Valentina (2021)

## Programa
- ¡Qué locura! (2012) — Leonel Ventura
- Popstars: Colombia (2002) — Finalista

## remis i nominacions

### Premis Índia Catalina
| Any  | Categoria                                          | Telenovel·la o sèrie | Resultat  |
| ---- | -------------------------------------------------- | -------------------- | --------- |
| 2020 | Millor actriu protagonista de telenovel·la o sèrie | Enfermeras           | Guanyador |
| 2012 | Millor actriu protagonista de telenovel·la         | Amar y temer         | Nominat   |

### Premis TVyNovelas
| 'Any | Categoria                                  | Telenovel·la o sèrie | Resultat |
| ---- | ------------------------------------------ | -------------------- | -------- |
| 2012 | Millor actriu protagonista de telenovel·la | Amar y temer         | Nominat  |

### Premis Talento Caracol
| 'Any | Categoria     | Telenovel·la o sèrie | Resultat |
| ---- | ------------- | -------------------- | -------- |
| 2012 | Millor actriu | Amar y temer         | Nominada |

### Premis Online
| Any  | Categoria                  | telenovel·la o sèrie | Resultat   |
| ---- | -------------------------- | -------------------- | ---------- |
| 2020 | Actriu influencer favorita | Enfermeras           | Guanyadora |